# Гігін Молодший
Гігін Молодший (II століття) — давньоримський письменник та граматик часів правління імператора Траяна. Мав прізвисько «Громатік».

## Життєпис
Про особисте життя Гігіна мало відомостей. Він був або однакового прізвища з вченим Гігіном, або його нащадком.

## Твори
Відомо три основні його твори: «Про астрономію», «Міфологія», «Генеалогія». У першому творі надані основні поняття з астрономії, подаються визначення астрономічних термінів, міфи про зірки, відомості про чисельність та розташування зірок, які складають сузір'я. У праці «Міфологія» подаються міфи Стародавнього Риму у вигляді навчального посібника. Праця «Генеологія» торкається родоводів богів та богинь.